# Rayadillo

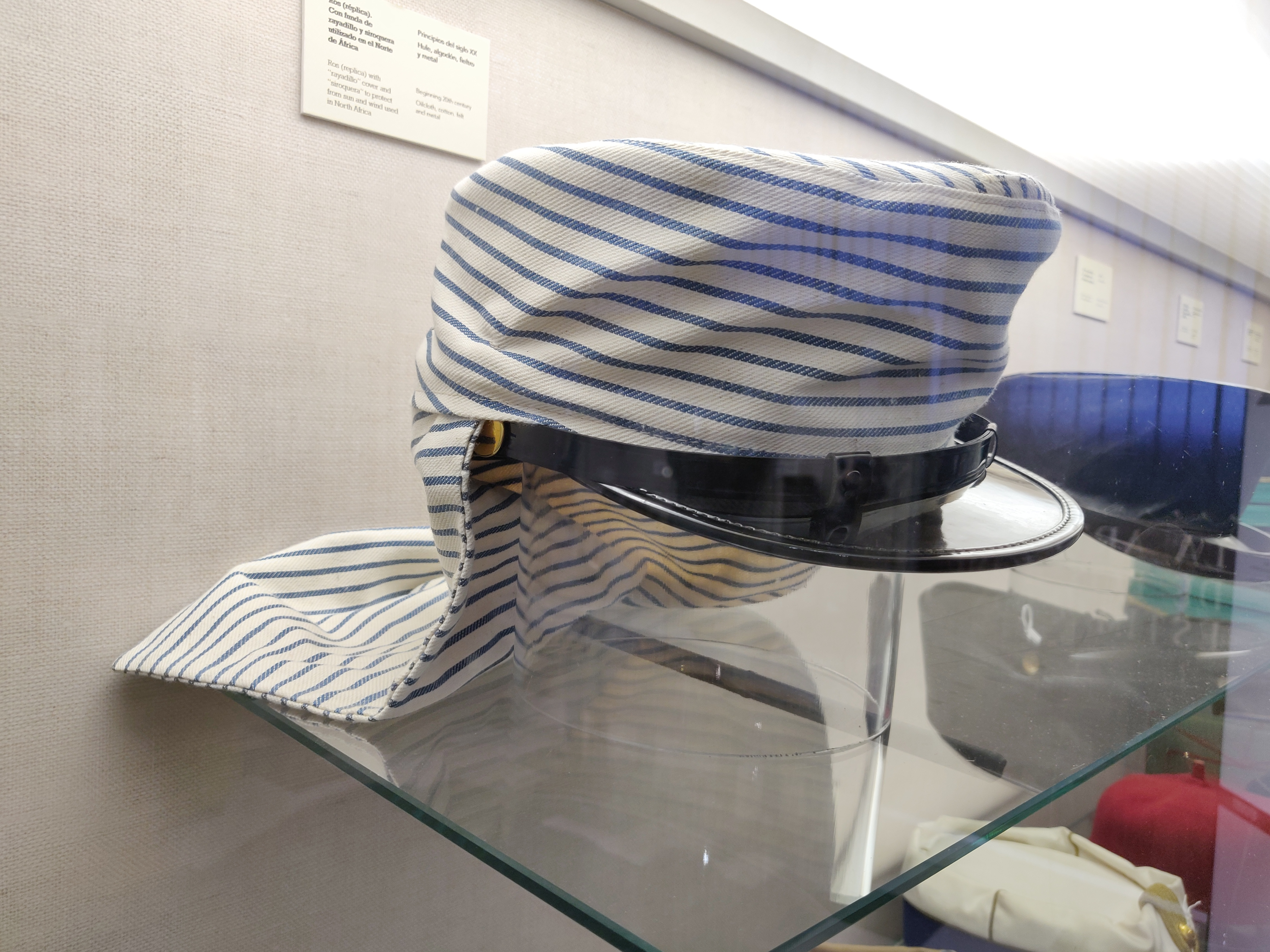
Ros con funda de rayadillo y siroquera utilizado por el ejército español en el norte de África a principios del.

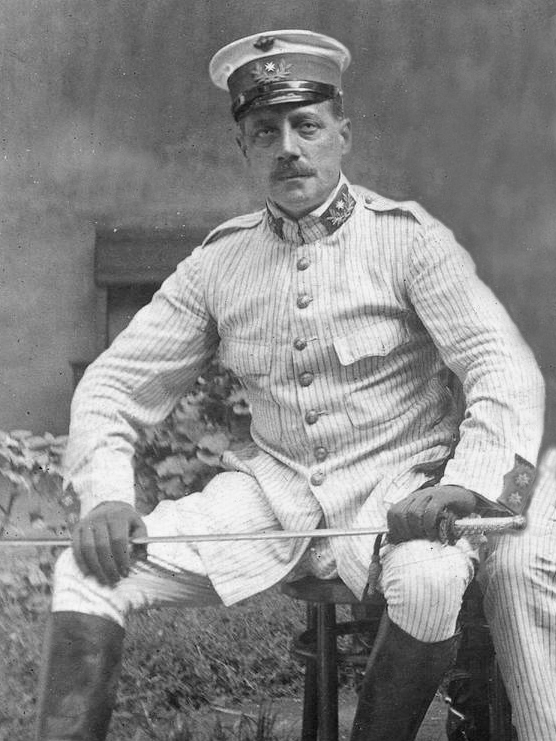
Oficial médico español en la guerra de Melilla vistiendo uniforme de rayadillo (rayadillo peninsular).

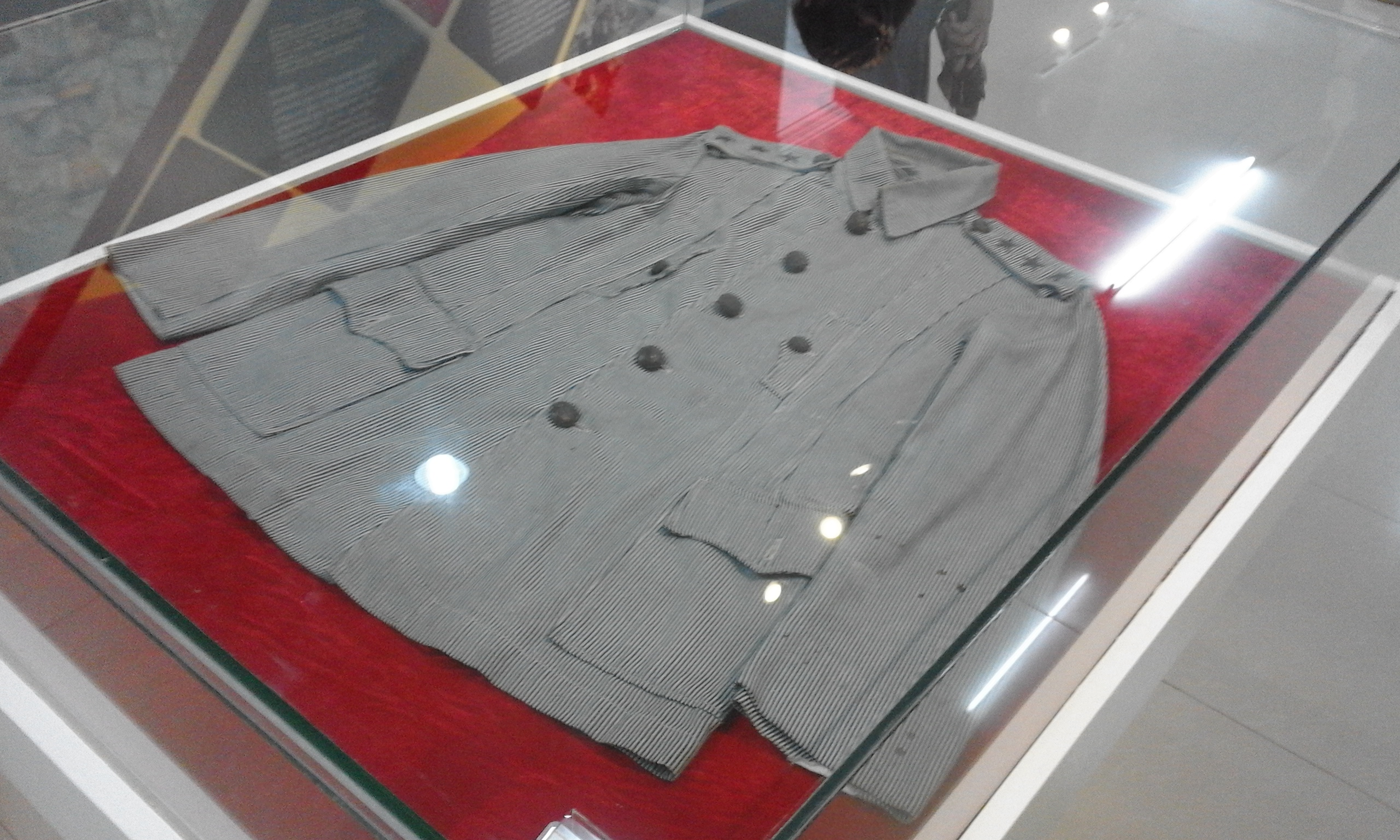
Guerrera de rayadillo perteneciente a Miguel Malvar.

Se llama rayadillo a un tejido de algodón de color blanco con líneas paralelas de color negro o azul. Este tejido se utilizó por el ejército español en el siglo XIX y principios del XX para confeccionar diferentes uniformes, principalmente uniformes de verano en la península o  destinados a las tropas coloniales de Cuba, Filipinas, Puerto Rico, Marruecos, el Sahara español y Guinea Ecuatorial. El ejército revolucionario filipino de la Primera República filipina presidida por Emilio Aguinaldo también utilizó el tejido de rayadillo en sus uniformes durante los últimos años de la revolución filipina y la guerra filipino-estadounidense.
Tras la pérdida de Cuba y Filipinas en 1898, el uniforme de rayadillo continuó utilizándose por el ejército español. En Marruecos dejó de emplearse en 1911, cuando fue sustituido por indumentaria de color caqui. En la península se empleó como uniforme de verano hasta 1914.

## Guerrera de rayadillo
La guerrera de diario de rayadillo para oficiales tenía siete botones metálicos en fila, dos bolsillos en el pecho con tapillas, cuello camisero y aberturas en los flancos para las correas de pistola y sable.

## Tipos de tejido
Los tejidos militares de rayadillo podían tener diferentes características dependiendo de la unidad a que estuvieran destinados:
- Rayadillo ultramarino: líneas azul celeste y blancas del mismo ancho (0.88 mm). Se utilizó para las tropas destinadas en Cuba y Filipinas.[5]
- Rayadillo peninsular: líneas azules segmentadas de 2.8 mm de ancho intercaladas con líneas blancas de 7 mm de ancho.